# Sociální skupina (výtvarníci)
Sociální skupina, původně Ho Ho Ko Ko, někdy též Skupina sociálního umění, byla skupina čtyř výtvarníků v letech 1925–1927. Skupinu tvořili malíři Karel Holan, Miloslav Holý, Pravoslav Kotík a sochař Karel Kotrba. Jak vyplývá z názvu skupiny, hlavním námětem členů byly sociální motivy.
Skupina vznikla odštěpením z výtvarného odboru Umělecké besedy. Pro názorové neshody v roce 1924 odešli z UB výše zmínění výtvarníci a vedle nich ještě Emanuel Frinta, Oldřich Kerhart a Marie Schnabelová. Jejich názory jsou formulovány v článku Karla Holana: O tendenčnosti v umění, který byl otištěn v časopisu Život v roce 1924. V roce 1925 pak první čtyři vytvořili skupinu Ho Ho Ko Ko. První výstavu skupina uspořádala pod hlavičkou Krasoumné jednoty v Rudolfinu. Ve stejném roce vystavovali ještě v Brně, Ostravě a Mladé Boleslavi. Následovaly další výstavy v letech 1926 a 1927, kdy se skupinou vystavovala ještě Marie Schnabelová. Teoretikem skupiny byl Bohumil Markalous. Skupina se rozpadla v roce 1927 poté, co byl Miloslav Holý přijat do Spolku výtvarných umělců Mánes, zatímco ostatní byli odmítnuti. Název Sociální skupina začal být používán až zpětně.